# Harpactus quadrisignatus
Harpactus quadrisignatus é uma espécie de insetos himenópteros, mais especificamente de vespas pertencente à família Crabronidae.
A autoridade científica da espécie é Palma, tendo sido descrita no ano de 1869.
Trata-se de uma espécie presente no território português.